# 381 f.Kr.

## Händelser

### Efter plats

#### Persiska riket
- De persiska generalerna Tiribazos och Orontes invaderar Cypern med en armé, som är mycket större än någon kung Evagoras av Cypern någonsin skulle kunna uppbåda. Evagoras lyckas dock skära av invasionsstyrkans underhåll och de svältande trupperna gör myteri. Kriget vänder dock i det läget till persernas favör när Evagoras flotta förstörs i slaget vid Kition (Larnaca på Cypern). Evagoras flyr till Salamis, där han lyckas sluta en fred, som fortsättningsvis erkänner honom som nominell kung av Salamis, även om han i realiteten blir vasall till den persiske kungen.

#### Grekland
- Sparta ökar sin kontroll över centrala Grekland genom att återupprätta staden Plataiai, vilken spartanerna har förstört 427 f.Kr.

#### Romerska republiken
- Distriktet Tusculum erövras och pacificeras efter ett uppror mot Rom. Efter att helt ha underkastat sig Rom blir befolkningen i Tusculum det första "municipium cum suffragio" och därefter behåller staden titeln municipium.

## Avlidna
- Wu Qi, kinesisk militär och general, premiärminister i staten Chu, även tjänare till staten Lu (född i Wei)